# مزر الزنجبيل
مِزْرُ الزنجبيل هو مشروب غازي بنكهة الزنجبيل. يتم استهلاكه لوحده أو ممزوجاً، غالبًا مع مشروبات روحية. هناك نوعان رئيسيان منه: الذهبي وهو الأقوى نكهة ويعود الفضل في أسلوب تحضيره إلى الطبيب الأيرلندي توماس جوزيف كانتريل، والجاف المعروف أيضًا باسم النوع الشاحب أو كندا دراي) وهو نوع أخف ابتكره الكندي جون مكلولن. رغم تسميته مزر إلا أنه ليس مزراً حقيقياً.

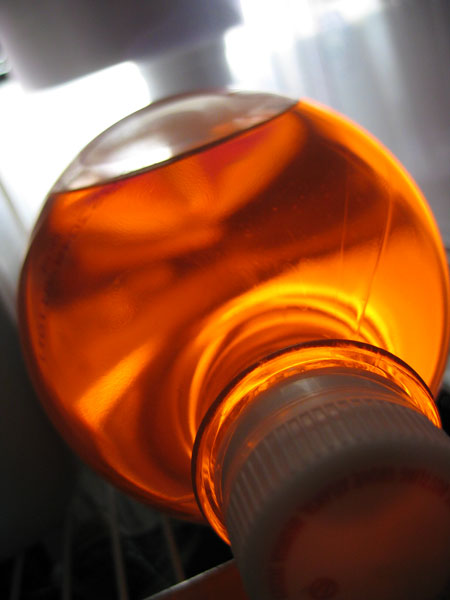
مزر الزنجبيل بنكهة توت العليق

يحتوي مزر الزنجبيل التجاري عادة على ماء مكربن أو سكر أو شراب ذرة عالي الفركتوز ونكهة زنجبيل اصطناعية أو طبيعية. غالبًا ما يتم سرد محتوى الزنجبيل على الملصقات في عبارة «رائحة طبيعية» أو «نكهة طبيعية» عامة، للحفاظ على سرية الملكية الفكرية للمزيج المعقد من التوابل والفواكه والنكهات الأخرى المستخدمة؛ الليمون والليم البنزهير، وقصب السكر هي معظم المكونات المشتركة، كما يستخدم في بعض الأحيان الأناناس والعسل.
أما مزر الزنجبيل التقليدي والذي أحياناً أيضاً يسمى جعة الزنجبيل أو بيرة الزنجبيل رغم أنه أخف منه نكهة واختماراً فيتم تحضيره من استنبات بداية ميكروبية (الخميرة أو حشرة الزنجبيل) والسكر وجذر الزنجبيل الطازج والمنكهات الأخرى والماء. يمكن اشتقاق حشرة الزنجبيل من نبات جعة الزنجبيل أو جذر الزنجبيل الطازج الذي يحتوي على بكتيريا عصية لبنية وخميرة برية. الكربنة تحصل بسبب تخمّر الخميرة وليس من كربنة المنتج النهائي كما في المزر التجاري. الكحول، كمنتج ثانوي للتخمير، سيكون حاضراً في مزر الزنجبيل ولكن يمكن التحكم فيه عن طريق تعديل وقت التخمّر.

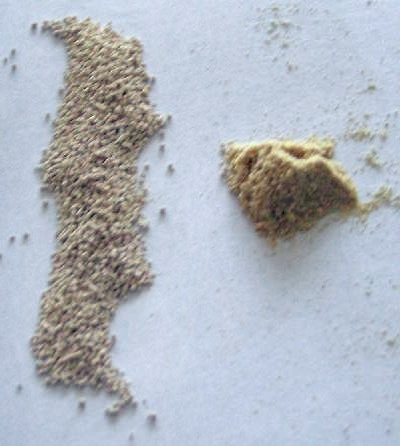
خميرة

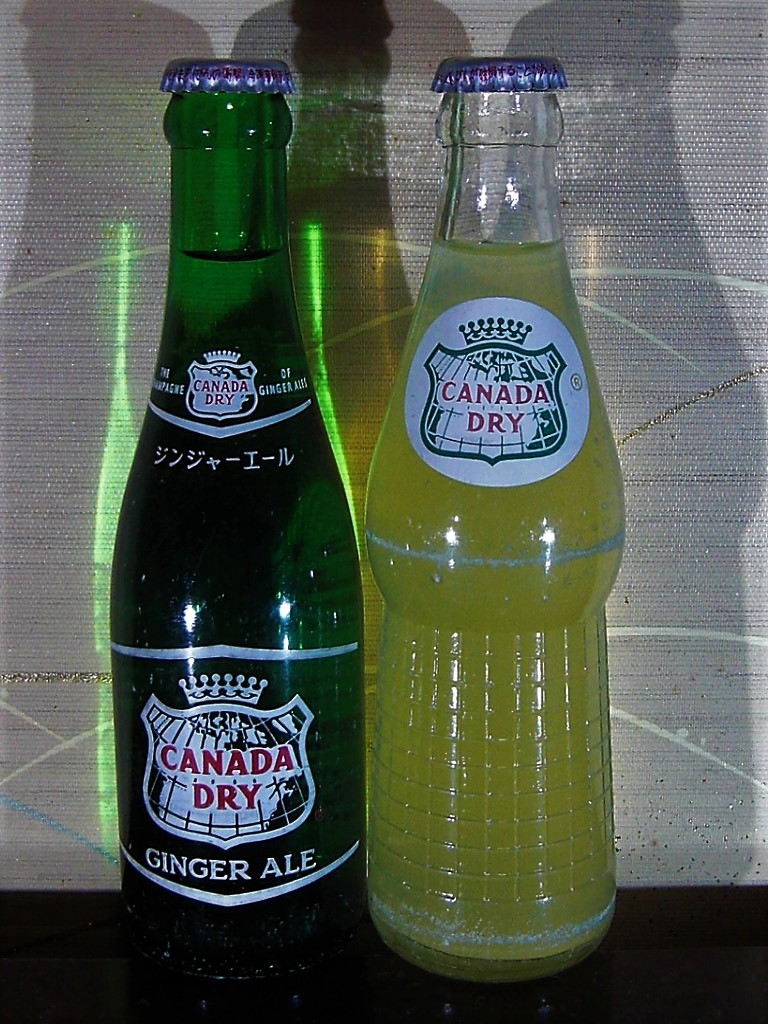
زجاجات معقمة من مشروبات كندا دراي مزر الزنجبيل التجاري